# Joseph Vollmer
Joseph Vollmer (Baden-Baden, 13 febbraio 1871 – Brunswick, 9 ottobre 1955) è stato un ingegnere tedesco.
Fu un ingegnere automobilistico tedesco pioniere nella progettazione dei carri armati. 
Come capo progettista della sezione dedicata ai veicoli a motore del Ministero tedesco della guerra, Vollmer progettò, durante la prima guerra mondiale, i carri tedeschi A7V, K-Wagen, LK I e LK II.

## Biografia
Figlio di un fabbro, Vollmer crebbe con tre fratelli a Baden-Baden. Frequentò la Scuola di Commercio municipale e dopo il diploma nel 1886 andò a Cannstatt, per iniziare un apprendistato come meccanico presso la Maschinenfabrik Esslingen. Nel 1894 completò i suoi studi d'Ingegneria al prestigioso Technikum Mittweida in Sassonia.

## Carriera
Dopo la laurea Vollmer iniziò la sua attività lavorativa presso la divisione automobilistica della ditta Bergmann nella città di Gaggenau. 
Nel 1887 si spostò alla Kühlstein Wagenbau di Berlino-Charlottenburg.
Dal 1901 lavorò per la Allgemeine Elektrizitäts-Gesellschaft (AEG) dove diventò, nel 1902, capo della sussidiaria NAG. Tutti i veicoli prodotti dalla AEG-NAG fino al 1906 furono prodotti sotto la direzione di Vollmer e furono da lui progettati incluso il primo autocarro del mondo, il trattore DURCH del 1903.
Nel 1905 Vollmer sposò Hedwig Stöhr, con la quale ebbe due figlie.
Vollmer lasciò la NAG nel 1906 e insieme all'amico Ernst Neuberg fondò la Deutsche Automobil-Construktionsgesellschaft (DAC).

## Prima guerra mondiale
Allo scoppio della prima guerra mondiale, Vollmer fu richiamato in servizio con il grado di Capitano e fu nominato capo progettista  del sezione veicoli a motore del Ministero tedesco della guerra.

## Dopoguerra
Vollmer e famiglia in seguito si spostarono in Cecoslovacchia, dove andò a lavorare per la Skoda per la quale disegnò un carro leggero provvisto di doppia trazione, a cingoli e a ruote abbassabili, il KH-50 (Kolo-Housenka). 
Malgrado le notevoli caratteristiche per quegli anni - corazzatura di 13 mm, armamento con un cannone da 37 mm montato su torretta e motore di 50 cv capace di far viaggiare il veicolo a 13 km/h su cingoli e a 35 km/h su ruote - fu rifiutato dall'esercito cecoslovacco.
Tuttavia l'esercito fu impressionato dal sistema di trazione ibrido ruote/cingoli e commissionò ulteriori studi che portarono al KH-60 (1928–29) e al KH-70 (1930). 
In questi prototipi il motore fu potenziato rispettivamente a 60 cv e a 70 cv e il sistema di passaggio tra la propulsione a ruote e quella a cingoli e viceversa migliorato al punto di consentire l'operazione in 10 minuti.
Malgrado ciò il sistema ruote/cingoli fu abbandonato nel 1934.
Durante la sua carriera Vollmer mise a punto ben 450 brevetti tedeschi e internazionali.
Per il suo lavoro fu insignito della Bundesverdienstkreuz (Croce Federale per il merito).
Nel 2005 la sua città natale, Baden-Baden, gli dedicò un ponte situato tra Europastraße/B500 e Shwarzwaldstraße. 
Precedentemente gli era stata dedicata una via, Joseph-Vollmer-Strasse, a Ortenberg.
| Controllo di autorità | VIAF (EN) 77101498 · GND (DE) 117759848 |